# Delia Sheppard
Delia Sheppard (født 1961) er en dansk skuespiller og model, der har spillet hovedroller i amerikanske b-film såsom Sexbomb (1989), Witchcraft II: The Temptress (1990), Mirror Images (1992), Roots of Evil (1992) og Vampire in Vegas (2009).
Hun spiller desuden over for Sylvester Stallone i Rocky V (1990).
Inden filmkarrieren arbejdede Delia Sheppard som danser på Lido i Paris. Hun var Penthouse Pet of the Month i april 1988.